# Dostarlimab
Il dostarlimab, conosciuto anche con il nome commerciale di Jemperli, è un anticorpo monoclonale umanizzato usato nel trattamento del tumore endometriale. Il farmaco si lega al recettore della proteina 1 della morte cellulare programmata (PD-1).
Nell'aprile 2021 è stato approvato l'utilizzo del dostarlimab negli Stati Uniti e nell'Unione europea.
In uno studio clinico pubblicato nel 2022 ed effettuato su 12 pazienti affetti da carcinoma del colon-retto, allo stadio II o III e caratterizzato da insufficiente mismatch repair (in cui è osservabile una forte instabilità dei microsatelliti), l'assunzione del dostarlizumab ha mostrato una remissione della malattia per un periodo variabile da 6 a 25 mesi, senza la necessità di ulteriori terapie e con una maggiore tolleranza all'anticorpo monoclonale rispetto al trattamento standard, costituito da intervento chirurgico di escissione della massa tumorale, radioterapia e chemioterapia. Questi risultati sono incoraggianti, ma dovranno essere confermati con uno studio clinico basato su un campione più grande.

## Effetti collaterali
Gli effetti collaterali più frequentemente osservati sono: astenia, nausea, diarrea, anemia, costipazione (effetti indesiderati segnalati negli Stati Uniti); vomito, artralgie, prurito, eruzioni cutanee, febbre e ipotiroidismo (effetti indesiderati segnalati nell'Unione europea).